# Вейк-Форест (Північна Кароліна)
Вейк-Форест (англ. Wake Forest) — місто (англ. town) в США, в округах Вейк і Франклін штату Північна Кароліна. Населення — 47 601 особа (2020).

## Географія
Вейк-Форест розташований за координатами 35°59′19″ пн. ш. 78°32′12″ зх. д. / 35.98861° пн. ш. 78.53667° зх. д. (35.988697, -78.536658).  За даними Бюро перепису населення США в 2010 році місто мало площу 39,41 км², з яких 39,10 км² — суходіл та 0,32 км² — водойми. В 2017 році площа становила 42,22 км², з яких 41,91 км² — суходіл та 0,32 км² — водойми.

## Демографія
Згідно з переписом 2010 року, у місті мешкало 30 117 осіб у 10 521 домогосподарстві у складі 8069 родин. Густота населення становила 764 особи/км².  Було 11370 помешкань (288/км²).
Расовий склад населення:
| - 77,3 % — білих - 15,3 % — чорних або афроамериканців - 2,9 % — азіатів - 0,4 % — корінних американців - 1,6 % — осіб інших рас |

До двох чи більше рас належало 2,4 %. Частка іспаномовних становила 5,6 % від усіх жителів.
За віковим діапазоном населення розподілялося таким чином: 32,4 % — особи молодші 18 років, 59,5 % — особи у віці 18—64 років, 8,1 % — особи у віці 65 років та старші. Медіана віку мешканця становила 34,2 року. На 100 осіб жіночої статі у місті припадало 92,7 чоловіків;  на 100 жінок у віці від 18 років та старших — 88,1 чоловіків також старших 18 років.
Середній дохід на одне домашнє господарство  становив 96 363 долари США (медіана — 80 978), а середній дохід на одну сім'ю — 109 514 долари (медіана — 98 064). Медіана доходів становила 75 293 долари для чоловіків та 47 443 долари для жінок. За межею бідності перебувало 7,0 % осіб, у тому числі 9,1 % дітей у віці до 18 років та 3,8 % осіб у віці 65 років та старших.
Цивільне працевлаштоване населення становило 15 925 осіб. Основні галузі зайнятості: освіта, охорона здоров'я та соціальна допомога — 24,9 %, науковці, спеціалісти, менеджери — 16,6 %, роздрібна торгівля — 10,6 %, виробництво — 9,5 %.